# Översidetjärnet
Översidetjärnet är en sjö i Bengtsfors kommun i Dalsland och ingår i Göta älvs huvudavrinningsområde. Sjön har en area på 0,252 kvadratkilometer och ligger 94,2 meter över havet. Sjön avvattnas av vattendraget Flatsbäcken.

## Delavrinningsområde
Översidetjärnet ingår i det delavrinningsområde (655098-130036) som SMHI kallar för Mynnar i Laxsjön. Medelhöjden är 138 meter över havet och ytan är 9,48 kvadratkilometer. Räknas de 3 avrinningsområdena uppströms in blir den ackumulerade arean 43,56 kvadratkilometer. Flatsbäcken som avvattnar avrinningsområdet har biflödesordning 3, vilket innebär att vattnet flödar genom totalt 3 vattendrag innan det når havet efter 199 kilometer. Avrinningsområdet består mestadels av skog (67 procent), öppen mark (12 procent) och jordbruk (14 procent). Avrinningsområdet har 0,33 kvadratkilometer vattenytor vilket ger det en sjöprocent på 3,5 procent.